# Разак Омотойоси
Разак Омотойоси (на английски: Razak Omotoyossi) е нигерийско-бенински футболист, нападател, играещ за националния отбор на Бенин и за „Хелсингборис ИФ“. Започва да играе в шведския отбор през 2007 г., след като напуска молдовския „Шериф“.

## Биография
Роден е на 8 октомври 1985 г. в столицата на Нигерия – Лагос. Самото начало на кариерата си Омотойоси започва в Нигерия. Кариерата му за малко да бъде прекъсната, след като му налагат 5-годишна забрана да играе в първенството на Нигерия. Омотойоси успява да си вземе бенинско гражданство. Заиграва в Бенин, преди да премине в молдовския „Шериф“ (Тираспол). В мач срещу Спартак (Москва) от 2. предварителен кръг на Шампионска лига, изравнява резултата.
След като преминава в шведския Хелсингборис ИФ, в първия си сезон Омотойоси записва 23 мача и вкарва 14 гола, което е доста впечатляващо. В Купа на УЕФА 2007-08 след изиграването на мачовете от груповата фаза Омотойоси е голмайстор на турнира заедно с Лука Тони от Байерн Мюнхен и съотборника си Хенрик Ларсон, като и тримата имат по 6 гола. Въпреки това отборът на Хелсингборис ИФ приключва участието си в турнира, след като отпада с общ резултат 1:4 от ПСВ Айндховен. Заради добрите си изяви в Хелсингборис ИФ, няколко клуба проявяват интерес към него включително СК Хееренвеен и Фулъм.
Сезон 2008/09 Омотойоси преминава в тима от Саудитска Арабия „Ал Насър“. Към 31 януари 2009 г. има 9 мача за „Ал Насър“, в които е вкарал 4 гола.
Вкарва и гол в Купата на Африканските нации през 2008 г. при загубата на Бенин от Кот д'Ивоар с 1:4. Това е и единственият гол за Бенин в турнира.